# Sveriges ambassad i Paris

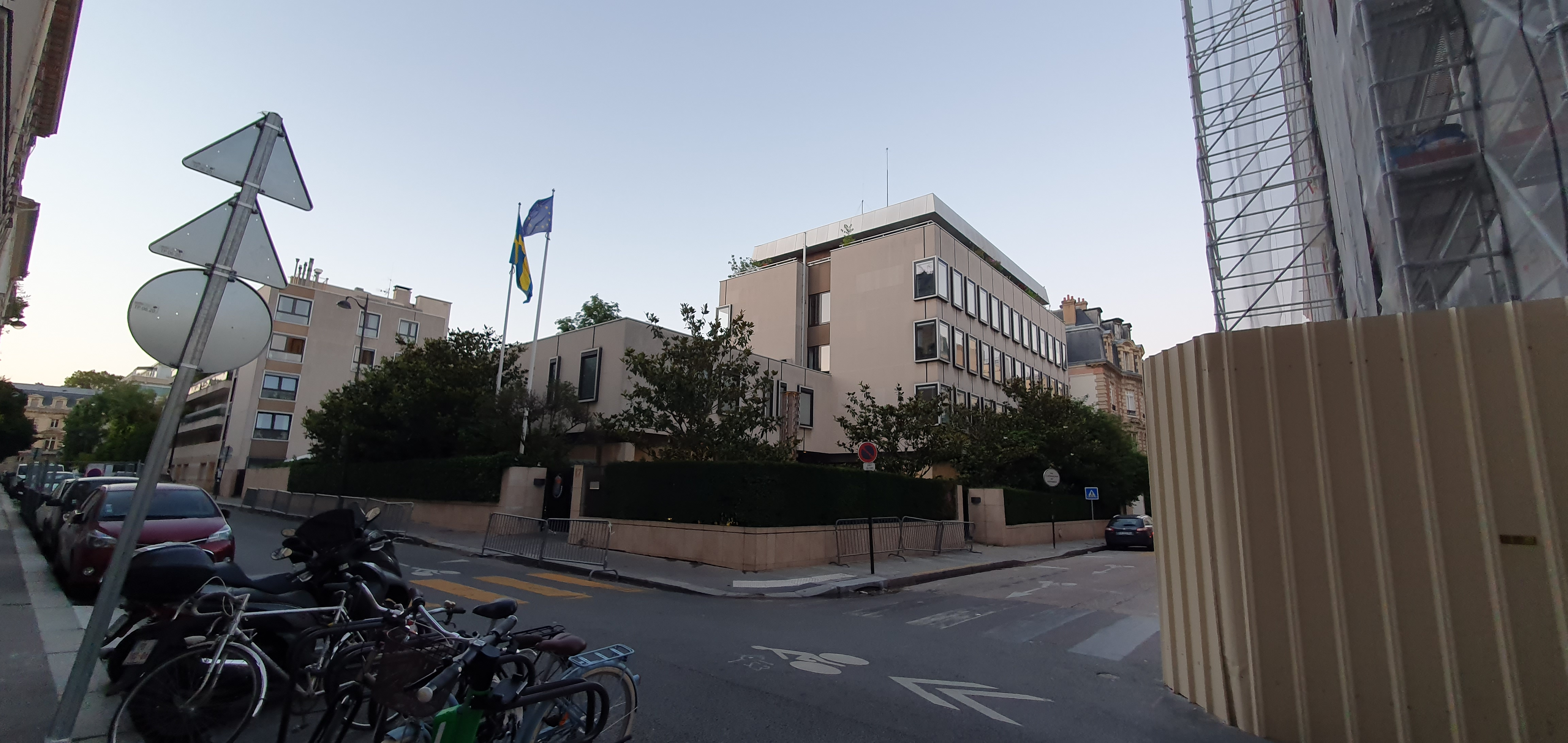
Sveriges ambassad i Paris

Sveriges ambassad i Paris är Sveriges diplomatiska beskickning i Frankrike som är belägen i landets huvudstad Paris. Beskickningen består av en ambassad, ett antal svenskar utsända av Utrikesdepartementet (UD) och lokalanställda. Ambassadör sedan september 2020 är Håkan Åkesson. Dessförinnan Veronika Wand-Danielsson. 
Ambassaden är belägen vid Rue Barbet-de-Jouy i Quartier des Invalides i 7:e arrondissementet.

## Fastighet
Fastighetsdata:
- Byggår: 1972–1974, ombyggnation 2005
- Arkitekter: André Malizard och BS-konsult
- Besöksadress: 17 Rue Barbet-de-Jouy
- Hyresgäst: Utrikesdepartementet
- Inredningen förvaltas av Utrikesdepartementets fastighetsavdelning

## Beskickningschefer
| Namn                                  | Period    | Funktion                          |
| ------------------------------------- | --------- | --------------------------------- |
| Hugo de Groot                         | 1634–1645 | ?                                 |
| Clas Åkesson Tott                     | 1661–1662 | ?                                 |
| Otto Vilhelm von Königsmarck          | 1665–1666 | ?                                 |
| Clas Åkesson Tott                     | 1672–1674 | ?                                 |
| Nils Bielke                           | 1679–1682 | Ambassadör                        |
| Johan Palmquist                       | 1689–1703 | ?                                 |
| Daniel Cronström                      | 1702–1719 | ?                                 |
| Carl Gustaf Friesendorff              | 1712      | ?                                 |
| Erik Sparre af Sundby                 | 1714–1717 | ?                                 |
| Carl Gustaf Bielke                    | 1719–1721 | Envoyé                            |
| Niklas Peter von Gedda                | 1722–1725 | Ministerresident                  |
| Niklas Peter von Gedda                | 1725–1728 | Envoyé                            |
| Niklas Peter von Gedda                | 1728–1737 | Minister plénipotentiaire         |
| Per Axel Fleming                      | 1738–1742 | Minister                          |
| Carl Gustaf Tessin                    | 1739–1742 | Ambassadör                        |
| Claës Ekeblad                         | 1742–1744 | Envoyé                            |
| Carl Fredrik Scheffer                 | 1744–1752 | Envoyé                            |
| Ulrik Scheffer                        | 1752–1763 | Envoyé                            |
| Ulrik Scheffer                        | 1763–1765 | Ambassadör                        |
| Gustaf Philip Creutz                  | 1766–1772 | Envoyé                            |
| Gustaf Philip Creutz                  | 1772–1783 | Ambassadör                        |
| Erik Magnus Staël von Holstein        | 1783–1791 | Ambassadör                        |
| Erik Magnus Staël von Holstein        | 1792–1796 | Ambassadör                        |
| Erik Magnus Staël von Holstein        | 1797–1799 | Minister plénipotentiaire         |
| Carl August Ehrensvärd                | 1800–1804 | Envoyé                            |
| Gustaf Lagerbielke                    | 1810–1811 | Envoyé                            |
| Germund Ludvig Cederhielm             | 1811–1811 | Envoyé                            |
| Konstantin Mouradgea d'Ohsson         | 1811–1813 | Chargé d’affaires                 |
| Elof Signeul                          | 1815–1817 | Chargé d’affaires                 |
| Carl Hochschild                       | 1817–1818 | Chargé d’affaires                 |
| Gustaf Carl Fredrik Löwenhielm        | 1818–1856 | Envoyé                            |
| Christoffer Rutger Ludvig Manderström | 1856–1858 | Envoyé                            |
| Georg Nicolaus Adelswärd              | 1858–1877 | Envoyé                            |
| Georg Christian Sibbern               | 1878–1884 | Envoyé                            |
| Carl Lewenhaupt                       | 1884–1889 | Envoyé                            |
| Frederik Georg Knut Due               | 1890–1899 | Envoyé                            |
| Henrik Åkerman                        | 1899–1905 | Envoyé                            |
| August Louis Fersen Gyldenstolpe      | 1905–1918 | Envoyé                            |
| Albert Ehrensvärd                     | 1918–1934 | Envoyé                            |
| Einar Hennings                        | 1934–1944 | Envoyé                            |
| Erik Boheman                          | 1944–1947 | Envoyé                            |
| Karl Ivan Westman                     | 1947–1947 | Envoyé                            |
| Karl Ivan Westman                     | 1947–1956 | Ambassadör                        |
| Ragnar Kumlin                         | 1956–1965 | Ambassadör                        |
| Rolf R:son Sohlman                    | 1965–1967 | Ambassadör                        |
| Gunnar Hägglöf                        | 1967–1971 | Ambassadör                        |
| Ingemar Hägglöf                       | 1971–1978 | Ambassadör                        |
| Sverker Åström                        | 1978–1982 | Ambassadör                        |
| Carl Lidbom                           | 1982–1992 | Ambassadör                        |
| Stig Brattström                       | 1992–1996 | Ambassadör                        |
| Örjan Berner                          | 1996–2001 | Ambassadör                        |
| Frank Belfrage                        | 2001–2006 | Ambassadör                        |
| Krister Kumlin                        | 2006–2007 | Tf. chargé d'affaires, ad interim |
| Gunnar Lund                           | 2007–2014 | Ambassadör                        |
| Veronika Wand-Danielsson              | 2014–2020 | Ambassadör                        |
| Håkan Åkesson                         | 2020–idag | Ambassadör                        |